# Rubus bonatianus
Rubus bonatianus är en rosväxtart som beskrevs av Wilhelm Olbers Focke. Rubus bonatianus ingår i släktet rubusar, och familjen rosväxter. Inga underarter finns listade i Catalogue of Life.